# Яцкова, Яна
Яна Яцкова (чеш. Jana Jacková; род. 6 августа 1982, Фридек-Мистек) — чешская шахматистка, гроссмейстер (2001) среди женщин и международный мастер (2004).
Чемпионка Чехии 1998 г. Серебряный призер чемпионата Чехии 1997 г. Бронзовый призер чемпионата Чехии 1999 г.
В составе сборной Чехии участница шести шахматных олимпиад (1998—2008), пяти командных чемпионатов Европы (1997, 2001, 2003, 2005, 2009) и 1-го командного чемпионата мира (2007) в Екатеринбурге. На командном чемпионате Европы в Пуле (1997) показала лучший результат в личном зачёте.
Прекратила выступать в турнирах с середины 2010 года.
Вершины шахматной карьеры достигла 1 апреля 2007 года, с отметкой 2423 пунктов занимала 41 позицию в рейтинг-листе ФИДЕ среди женщин.

## Изменения рейтинга
| Графики недоступны из-за технических проблем. См. информацию на Фабрикаторе и на mediawiki.org. |